# Sociaux Démocrates d'Amérique
 (février 2024).
Sociaux Démocrates d'Amérique (en anglais: Social Democrats of America ou SDA), est une organisation politique et d'idéologie socialiste démocratique et travailliste aux États-Unis.
L'organisation est une faction du Parti Démocrate et il exerce pression pour que les démocrates élus adoptent politiques progressistes. En 2023, son secrétaire national, Théo Chino, arrive dernier pour la tête du Parti Démocrate de New York.